# المشير رجب باشا
المشير رجب باشا قائد الفيلق السادس في بغداد، عين في 18 شعبان 1308ه‍/30 آذار 1891م، وفي يوم 9 شوال سنة 1308ه‍/19 آيار 1891م، وصل إلى بغداد المشير رجب باشا الذي استقبل بحفاوة بالغة من قبل أهل بغداد بصفته قائد (آلتنجى اوردوى) اي الفيلق السادس العثماني في بغداد، وفي يوم الخميس سلخ ذي الحجة سنة 1308ه‍، أودعت ولاية بغداد بالوكالة إلى المشير رجب باشا بعد نقل الوالي سري باشا إلى ديار بكر، وتأخر وصول الوالي الحاج حسن باشا الذي خلفه إلى بغداد.
كان المشير ضابطاً في بغداد قبل تعيينه قائداً وعرفوا أهل بغداد مزاياه واعماله الطيبة.
والجيش العثماني السادس يسمى (الفيلق الهمايوني السادس) الذي اسس عام 1848م، وكان مقره في مدينة بغداد، أما نطاق عمله فهو جميع أراضي ولايات العراق العثماني الثلاث (بغداد، البصرة، الموصل) وتنقسم تشكيلاته إلى ثلاثة أنواع، هي: النظام (الجيش النظامي)، والرديف (الإحتياط الأول)، والمستحفظ (الإحتياط الثاني)، أما صنوفه فكانت كلاًّ من:المشاة، والخيالة، والمدفعية. وكانت الخدمة في الجيش تقتصر على المسلمين أما غير المسلمين فكانوا يدفعون البدل العسكري.ونقل المشير رجب باشا من منصبه كقائد للفيلق السادس في 17 صفر 1316ه‍/7 حزيران 1898م،وحول إلى قيادة فرقة طرابلس، وخلفه المشير أحمد فيضي باشا في هذا المنصب الذي كان مشير الفيلق السابع في اليمن ووالي اليمن.